# 塔拉曼卡縣
塔拉曼卡縣（西班牙語：Cantón de Talamanca），是哥斯達黎加的縣份，位於該國東部，由利蒙省負責管轄，首府設於布里布里，面積2,809.93平方公里，海拔高度32米，2011年人口30,713人，人口密度每平方公里10.93人。